# Петришино
Петришино (мкд. Петришино) је насеље у Северној Македонији, у источном делу државе. Петришино је у саставу општине Пробиштип.

## Географија
Петришино је смештено у источном делу Северне Македоније. Од најближег града, Пробиштипа, насеље је удаљено 7 km југозападно.
Насеље Петришино се налази у историјској области Злетово, у средишњем делу Злетовске котлине. Западно од насеља издиже се планина Манговице. Надморска висина насеља је приближно 500 метара.
Месна клима је умерено континентална.

## Становништво
Петришино је према последњем попису из 2002. године имало 60 становника.
Претежно становништво у насељу су етнички Македонци (100%).
Већинска вероисповест месног становништва је православље.